# Santiago Pinotepa Nacional
Santiago Pinotepa Nacional är en kommunhuvudort i Mexiko.   Den ligger i kommunen Santiago Pinotepa Nacional och delstaten Oaxaca, i den sydöstra delen av landet, 400 km söder om huvudstaden Mexico City. Santiago Pinotepa Nacional ligger 207 meter över havet och antalet invånare är 25 669.
Terrängen runt Santiago Pinotepa Nacional är platt åt sydväst, men åt nordost är den kuperad. Terrängen runt Santiago Pinotepa Nacional sluttar söderut. Runt Santiago Pinotepa Nacional är det ganska tätbefolkat, med 60 invånare per kvadratkilometer. Santiago Pinotepa Nacional är det största samhället i trakten. I omgivningarna runt Santiago Pinotepa Nacional växer i huvudsak lövfällande lövskog.